# Yayoi Urano
Yayoi Urano, jap. 浦野 弥生 Urano Yayoi, (* 30. März 1969 in Kawasaki) ist eine ehemalige japanische Ringerin. Urano wurde sechsmal Weltmeisterin sowie einmal Vizeweltmeisterin. Für ihre Verdienste um den Ringersport wurde sie im September 2007 als zweite Frau nach der Kanadierin Christine Nordhagen in die FILA International Wrestling Hall of Fame aufgenommen.

## Erfolge
- 1990, 1. Platz, WM in Luleå, FR, bis 75 kg, vor Ma Su Hui, Taiwan und Helen Mitzifri, Griechenland
- 1991, 1. Platz, WM in Tokio, FR, bis 70 kg, vor Emmanuelle Blind, Frankreich und Mirna Martinez, Venezuela
- 1992, 2. Platz, WM in Villeurbanne, FR, bis 70 kg, hinter Xiomara Guevara, Venezuela
- 1993, 1. Platz, WM in Stavern, FR, bis 70 kg, vor Christine Nordhagen, Kanada und Chen Chin-Ping, Taiwan
- 1994, 1. Platz, WM in Sofia, FR, bis 65 kg, vor Doris Blind, Frankreich und Maria Kremskaja, Ukraine
- 1995, 1. Platz, WM in Moskau, FR, bis 65 kg, vor Doris Blind und Natalja Lasarenko, Russland
- 1996, 1. Platz, Asienmeisterschaften in Xianshoh, FR, bis 65 kg, vor Wang Chao-Li, China und Wu Huei-Li, Taiwan
- 1996, 1. Platz, WM in Sofia, FR, bis 65 kg, vor Doris Blind und Elmira Kurbanowa, Russland
- 1997, 4. Platz, WM in Clermont-Ferrand, FR, bis 68 kg, hinter Christine Nordhagen, Sandra Bacher, USA und Nina Englich, Deutschland